# 회군

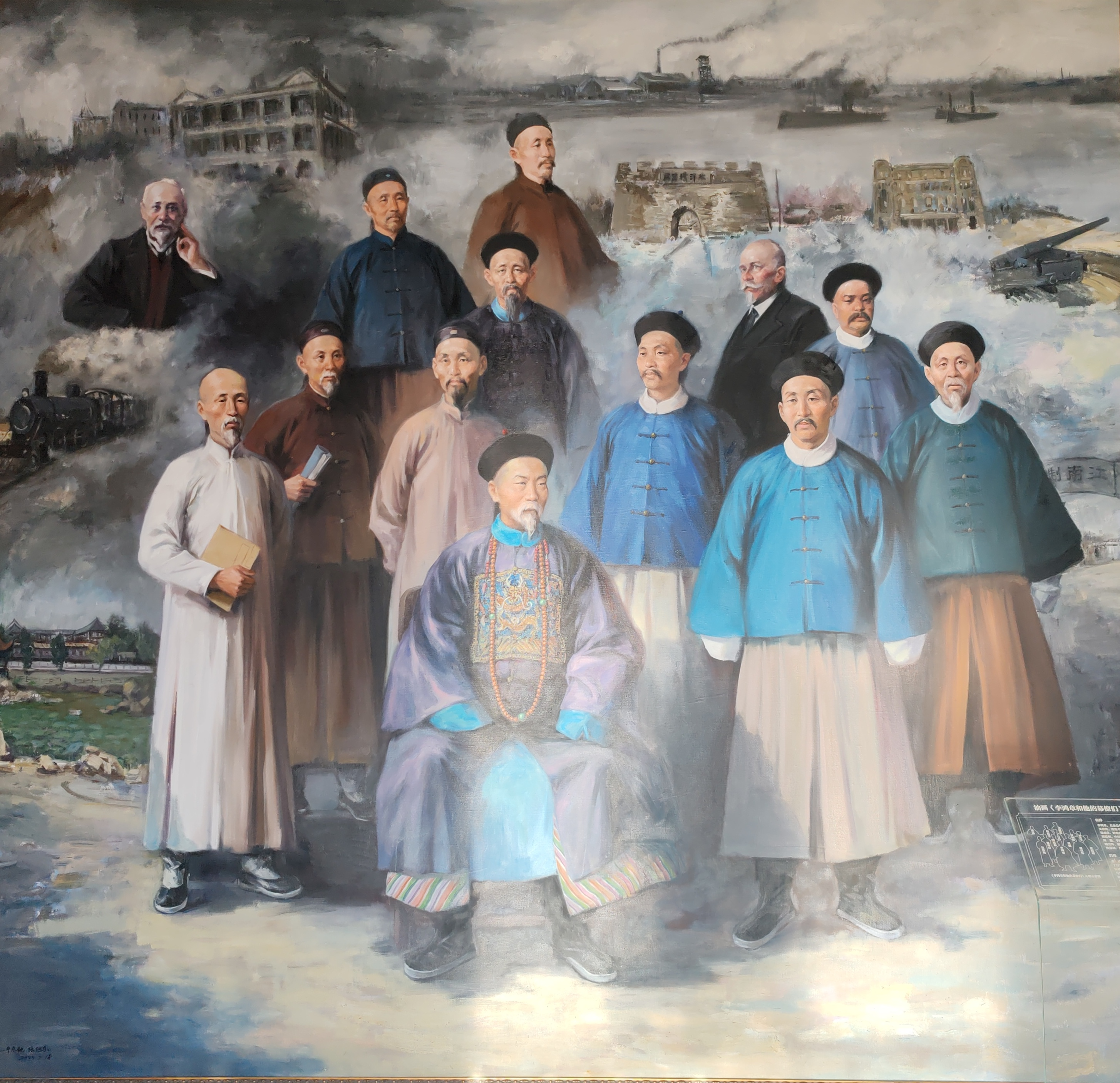
회군수치

회군(淮軍, huáijūn) 은 청나라 말기 태평천국을 진압하기 위해 증국번의 지시로 그의 제자였던 이홍장이 회하 유역(안휘 성)에서 조직한 의용부대를 말한다. 

## 기원
1861년, 태평천국군이 난징의 본거지를 출발하여 상하이를 향해 진격하자 이를 수비하고 있던 청나라 군대(팔기군, 녹영)는 항거불능에 빠졌고, 구원하기 위한 영국군은 아직 도착하지 않았다. 이때 증국번은 양강총독을 맡고 있었고, 상군은 안휘성의 안칭에 주둔하고 있었다. 상하이의 관리들은 증국번에게 구원을 요청했다. 증국번은 상군의 제도를 이용해서 회하 지역의 장정을 훈련하려는 계획을 가지고 있었기에, 즉시 휘하의 유능한 참모였던 이홍장에게 안휘성 지역의 장정을 모병하라는 명을 내렸다. 그리하여 1862년 3월 이홍장은 안칭에서 "회군"이라고 불리는 군대의 창설을 완료했다. 
이홍장은 영국 기선에 회군을 태워 태평천국군의 점령지를 돌파하고 상하이에 도달하였다. 그리하여 영국군, 미국군과 함께 태평천국군을 진압하기 위한 합동작전을 폈다.

## 태평천국의 난 진압
회군은 창설 당시 6천500여명의 병력으로 조직되었다. 1862년 상하이에 도착한후 외국군의 지원을 받고, 상하이의 관세 수입으로 서양식 총과 대포를 구입하여 부대를 확대했다. 1864년까지 회군은 영국군, 프랑스군, 그리고 상승군과 서로 협동하여 상하이를 수비했고, 장쑤성에 있는 상군과 연합하여 저장성 각지에서 태평천국군과 교전했다. 
태평천국의 수도인 천경이 함락된 후인 1864년 가을 회군은 일부가 소집해제되었으나 아직 104개 영(營)와 5만여명의 병력을 보유하고 있었다. 이들은 다시 이홍장과 증국번의 지도하에서 청나라 군대의 주력이 되어 안휘, 후베이, 허난, 산둥, 장쑤, 허베이 등지에서 또다른 반란군인 염군과 교전하였다.

## 태평천국의 난 진압 이후
염군이 진압된 이후 회군은 북으로는 톈진, 바오딩, 남으로는 상하이, 우숭 등 남북간 천리간의 연안지구를 방어하였다. 이홍장은 회군을 세력기반으로 삼아 국가의 외교, 군사, 경제의 실권을 장악하였고 청나라 말기의 주요인사가 되었다. 회군의 주요 지휘관인 장수성, 주성파, 반정신, 오장경, 정여창, 섭지초, 위여귀, 섭사성 등은 회계 군벌을 형성하여 주요한 청나라 말기의 유력한 군벌 세력이 되었다.

## 조직
회군은 "영(營)"을 기본단위로 하였으며, 상군과 마찬가지로 한개의 영은 500명의 정원을 가지고 있었다. 1개의 영은 머스킷 총 120여정을 보유하고 있었다. 1863년에는 각 영마다 청나라 지휘관 외에 서양 교관을 초빙하여 서양식 교련과 무기의 사용법을 교육시켰다. 또한 구식 포병대도 근대적으로 개편되었다. 신식무기는 운용병력이 많이 필요했으므로 매 영의 병력이 700-800명선까지 늘어날때도 있었다. 
1877년, 독일식 제도를 참고하고, 독일 크루프사의 대포를 수입하여 포병대를 구성하였다. 그래서 회군은 상군이 확립한 지휘, 운용 제도를 서양식 제도와 혼합해 발전하였다. 회군은 비록 상군의 제도를 승계했지만, 훈련방법과 무기는 모두 서양식이었고, 서양 교관을 채용하여 훈련을 실시하였다. 이것은 상군이 중국 전통의 훈련법, 중국산 무기, 중국인 교관을 채용한 것과 대조적인 것이다. 그리하여 회군은 중국의 근대군대의 시초가 되었다. 
그러나 회군은 부대 구성(영)과 운영만큼은 옛 제도를 결코 변경하지 않았다. 그래서 자체 내에 모순과 폐단이 많았다. 예를 들어, 영 이상의 부대단위의 지휘가 곤란했고, 각 영의 각 지휘관 간의 상하관계가 확립되지 않아 지휘권의 소재가 불분명했다. 회군은 서양 교관을 초빙하여 평상시에 훈련만 시켰을뿐, 전투시에는 서양식 전술을 전혀 모르는 중국인 장교가 지휘하였다. 그리하여 전투시에 그들은 마구잡이로 작전을 펴서 평시에 실시한 서양식 훈련은 무용지물이 되곤 했다.

## 쇠퇴
1884년 청불전쟁 때, 회군은 광시성 전투에서 패전했고, 장수성, 반정신은 지휘관에서 파면되었으나, 후에 도독으로 임명되었다. 청일전쟁 당시 정여창은 섭지초와 북양해군을 지휘했고, 위여관은 육군을 지휘했으나, 모두 참패했고, 회군의 세력은 급속하게 쇠락했다. 위안스카이의 신식 육군이 탄생한 이후, 회군은 국방군의 지휘를 상실하고 제2선급의 경비병력으로 격하되었다. 
광서제, 선통제의 시기에 혁명세력이 장강 부근에서 봉기를 시도하자, 청나라 정부는 북양군과 회군을 수비군으로 삼아 장강을 방위하도록 했고, 이후 장쉰이 이 부대를 지휘하여 난징에서 혁명군과 교전하였다. 회군 수비대는 청조가 멸망할 때까지 존속하였다.